# Łukasz Chyła
Łukasz Chyła (Polonia, 31 de marzo de 1981) es un atleta polaco, especialista en la prueba de 4 x 100 m en la que llegó a ser subcampeón europeo en 2006.

## Carrera deportiva
En el Campeonato Europeo de Atletismo de 2006 ganó la medalla de oro en los relevos de 4 x 100 metros, con un tiempo de 39.05 segundos, llegando a la meta tras Reino Unido (oro) y por delante de Francia (bronce), siendo sus compañeros de equipo: Przemysław Rogowski, Dariusz Kuć y Marcin Jędrusiński.